# زانگبرگ
زانگبرگ (به آلمانی: Zangberg) یک شهر در آلمان است که در بایرن واقع شده‌است.

## خصوصیات
زانگبرگ ۹٫۸۴ کیلومترمربع مساحت دارد ۴۳۰ متر بالاتر از سطح دریا واقع شده‌است.